# Concilio de Calcedonia
El Concilio de Calcedonia fue un concilio ecuménico que tuvo lugar entre el 8 de octubre y el 1 de noviembre de 451 en Calcedonia, ciudad de Bitinia, en Asia Menor y  es considerado como uno de los siete primeros concilios ecuménicos. 
Es el cuarto de los primeros siete concilios ecuménicos de la Cristiandad, y sus definiciones dogmáticas fueron desde entonces reconocidas como infalibles por la Iglesia católica,la Iglesia ortodoxa, la Comunión anglicana y el luteranismo, pero rechazado por las Iglesias ortodoxas orientales y por la Iglesia asiria del Oriente. Rechazó la doctrina del monofisismo, defendida por Eutiquio, y estableció el Credo de Calcedonia, que describe la plena humanidad y la plena divinidad de Cristo, segunda persona de la Santísima Trinidad.

## Precedentes

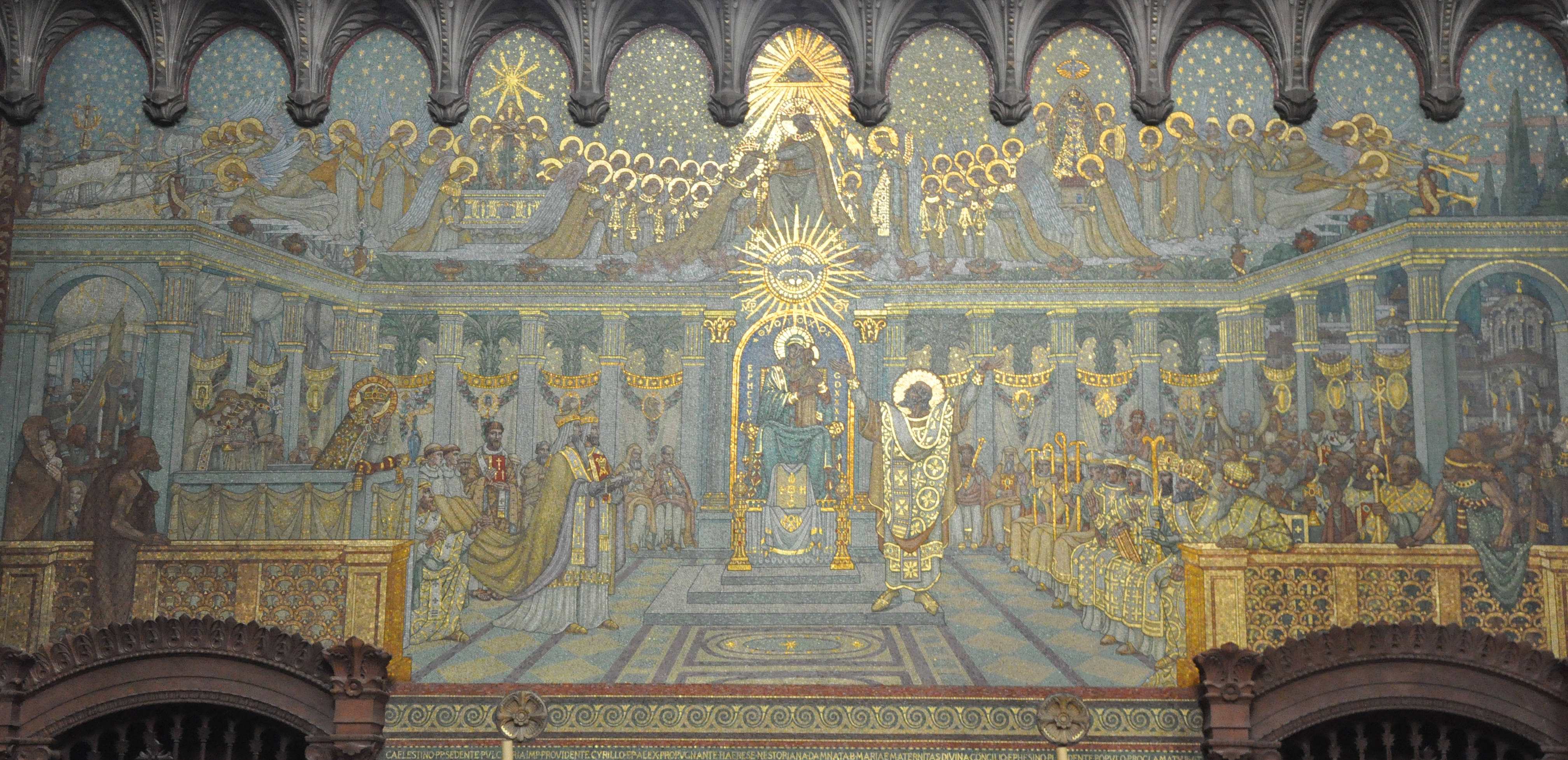
Mural retratando el Concilio de Éfeso

En el Concilio de Éfeso (431) había sido condenada la herejía nestoriana (difisitas), que defendía que las dos naturalezas (divina y humana) de Cristo eran completamente independientes entre sí, es decir, que Cristo era solo un hombre que fue poseído y habitado por Dios. En el concilio, San Cirilo de Alejandría se había distinguido rebatiendo las tesis de Nestorio. 
Según sus oponentes, Cirilo, al atacar a Nestorio, había incurrido a su vez en error, llegando a negar la existencia de dos naturalezas en Cristo. Había escrito que en Cristo no hay más que una physis, la del Verbo encarnado, utilizando la fórmula «La única physis encarnada de Dios Verbo» (mia physis tou Theou logou sesarkoménee) (Epíst. 17; Epíst. 46). En 433, dos años después del concilio, la controversia entre Cirilo y sus adversarios se resolvió con un edicto de unión, en el que explícitamente se hablaba de las dos naturalezas de Cristo.

## Eutiquio
En 444, dos años después de la muerte de Cirilo, un anciano archimandrita de Constantinopla, llamado Eutiquio, comenzó a predicar que la naturaleza humana de Cristo estaba absorbida por la divina, de modo que, en la unión de ambas, no había sino una naturaleza. Eutiquio se proclamaba seguidor de Cirilo de Alejandría; sus tesis tuvieron muchos seguidores, entre ellos Dióscoro, sucesor de Cirilo en la sede de Alejandría. La herejía de Eutiquio se denomina monofisita, del griego monos («uno») y physis («naturaleza»)
Las ideas de Eutiquio encontraron pronto opositores convencidos: entre ellos, Teodoreto de Ciro, Eusebio de Dorilea y Flaviano, patriarca de Constantinopla. En cierto modo, el conflicto monofisita se planteó también como una pugna entre las sedes de Alejandría y Constantinopla.
En un sínodo regional celebrado en Constantinopla en 448, Eusebio de Dorilea denunció las tesis de Eutiquio. El sínodo expresó inequívocamente la ortodoxia de la doctrina de las dos naturalezas y requirió la presencia de Eutiquio. Este se negó rotundamente a aceptar la decisión del sínodo, reafirmándose en su doctrina de una sola naturaleza de Cristo, por lo que el sínodo lanzó anatema contra él y sus partidarios.

## El «latrocinio de Éfeso»
Eutiquio no aceptó la autoridad del sínodo y recurrió al papa León I. Este respondió con la Epístola Dogmática, en la que reafirmaba la doctrina de las dos naturalezas. Esta solución no fue aceptada por Eutiquio ni por sus partidarios; a instancias de Dióscoro, el emperador romano de Oriente, Teodosio II, monofisita, convocó un sínodo general en Éfeso en agosto del año 449. Este acontecimiento es denominado por los historiadores católicos «latrocinio de Éfeso», siguiendo una expresión del papa León I. El nuevo sínodo declaró la absolución de Eutiquio, anatematizando la doctrina de las dos naturalezas, y depuso a Flaviano, patriarca de Constantinopla, quien fue conducido al destierro y falleció a consecuencia de los malos tratos que le dispensaron sus captores.
El papa movió todos los hilos a su alcance para modificar la situación: escribió al emperador Teodosio II, a su hermana Pulqueria, partidaria del entendimiento con Roma, e intentó hacer intervenir al emperador de Occidente, Valentiniano III. Se abrió una profunda crisis entre León I y Dióscoro, patriarca de Alejandría, quien llegó a excomulgar al papa. 
La muerte de Teodosio II en 450 produjo un giro en la situación: fue sucedido por Pulqueria; ella, y su marido Marciano eran partidarios de las tesis de Flaviano y León, y realizaron varios gestos, como conducir a Constantinopla los restos de Flaviano para darles solemne sepultura. Finalmente, decidió convocarse el concilio, no en Italia, como pretendía el papa, sino en Calcedonia, en Asia Menor.

## El Concilio

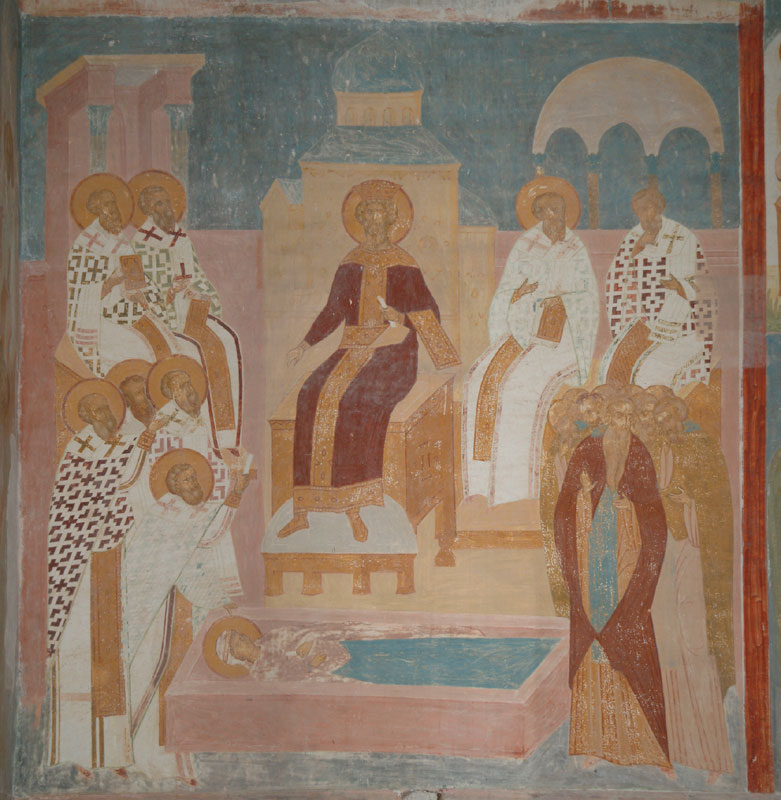
Concilio de Calcedonia

El Concilio se reunió en Calcedonia en octubre de 451. Asistieron unos 350 obispos, de los que solamente dos eran occidentales, dejando aparte los legados pontificios. Frente a la mayor estabilidad del imperio romano oriental, en occidente hay que tener en cuenta que en ese año 451 se produciría el enfrentamiento con los hunos de Atila (Batalla de los Campos Cataláunicos) y la famosa intervención, evitando que el huno marchara sobre Roma, del propio papa León I. Unos años más tarde, en 455, en una situación similar, los vándalos de Genserico saquearon Roma, pero el papa consiguió que se respetara la vida de sus habitantes y que no fuera incendiada
La presidencia del Concilio fue ocupada por el patriarca de Constantinopla, Anatolio, al lado de los representantes del papa. El emperador Marciano apoyaba decididamente la ortodoxia. En la tercera sesión, se reconoció la Epístola Dogmática del papa como documento de fe. Terminada su lectura los padres conciliares exclamaron «Pedro ha hablado por boca de León». Dióscoro fue condenado por unanimidad -parece ser que los obispos egipcios fueron presionados- [cita requerida], y todos sus decretos fueron declarados nulos. 
Los partidarios de Eutiquio debieron aceptar la Epístola del papa para continuar formando parte de la Iglesia. Trece obispos egipcios, sin embargo, rehusaron aceptarla, arguyendo que solo aceptarían «la fe tradicional».
El texto principal de las decisiones del Concilio es el siguiente:
Ἑπόμενοι τοίνυν τοῖς ἁγίοις πατράσιν, ἕνα καὶ τὸν αὐτὸν ὁμολογεῖν Υἱὸν τὸν Κύριον ἡμῶν Ἰησοῦν Χριστὸν, καὶ συμφώνως ἅπαντες ἐκδιδάσκομεν, τέλειον τὸν αὐτὸν ἐν θεότητι, τέλειον τὸν αὐτὸν ἐν ἀνθρωπότητι, Θεὸν ἀληθῶς, καὶ ἄνθρωπον ἀληθῶς, τὸν αὐτὸν ἐκ ψυχῆς λογικῆς καὶ σώματος, ὁμοούσιον τῷ Πατρὶ κατὰ τὴν θεότητα, καὶ ὁμοούσιον ἡμῖν τὸν αὐτὸν κατὰ τὴν ἀνθρωπότητα, κατὰ πάντα ὅμοιον ἡμῖν χωρὶς ἁμαρτίας· πρὸ αἰώνων μὲν ἐκ τοῦ Πατρὸς γεννηθέντα κατὰ τὴν θεότητα, ἐπ' ἐσχάτων δὲ τῶν ἡμερῶν τὸν αὐτὸν δι' ἡμᾶς καὶ διὰ τὴν ἡμετέραν σωτηρίαν ἐκ Μαρίας τῆς παρθένου τῆς θεοτόκου κατὰ τὴν ἀνθρωπότητα, ἕνα καὶ τὸν αὐτὸν Χριστὸν, Υἱὸν, Κύριον μονογενῆ, ἐν δύο φύσεσιν ἀσυγχύτως ἀτρέπτως, ἀδιαιρέτως, ἀχωρίστως γνωριζόμενον· οὐδαμοῦ τῆς τῶν φύσεων διαφορᾶς ἀνῃρημένης διὰ τὴν ἕνωσιν, σῳζομένης δὲ μᾶλλον τῆς ἰδιότητος ἑκατέρας φύσεως καὶ εἰς ἓν πρόσωπον καὶ μίαν ὑπόστασιν συντρεχούσης, οὐκ εἰς δύο πρόσωπα μεριζόμενον ἢ διαιρούμενον, ἀλλ' ἕνα καὶ τὸν αὐτὸν Υἱὸν καὶ μονογενῆ Θεὸν, Λόγον, Κύριον Ἰησοῦν Χριστόν· καθάπερ ἄνωθεν οἱ προφῆται περὶ αὐτοῦ, καὶ αὐτὸς ἡμᾶς ὁ Κύριος Ἰησοῦς Χριστὸς ἐξεπαίδευσε, καὶ τὸ τῶν πατέρων ἡμῖν παραδέδωκε σύμβολον. Τούτων τοίνυν μετὰ πάσης πανταχόθεν ἀκριβείας καὶ ἐμμελείας παρ' ἡμῶν διατυπωθέντων, ὥρισεν ἡ ἁγία καὶ οἰκουμενικὴ σύνοδος, ἑτέραν πίστιν μηδενὶ ἐξεῖναι προφέρειν, ἢγοῦν συγγράφειν, ἢ συντιθέναι, ἢ φρονεῖν, ἢ διδάσκειν ἑτέρους. τοὺς δὲ τολμῶντας ἢ συντιθέναι πίστιν ἑτέραν, ἢγοῦν προκομίζειν, ἢ διδάσκειν, ἢ παραδιδόναι ἕτερον σύμβολον τοῖς ἐθέλουσιν ἐπιστρέφειν εἰς επίγνωσιν ἀληθείας ἐξ Ἑλληνισμοῦ, ἢ ἐξ Ἰουδαϊσμοῦ, ἢγοῦν ἐξ αἱρέσεως οἱασδηποτοῦν, τούτους, εἰ μὲν εἶεν ἐπίσκοποι ἢ κληρικοί, ἀλλοτρίους εἶναι τοὺς ἐπισκόπους τῆς ἐπισκοπῆς, καὶ τοὺς κληρικοὺς τοῦ κλήρου· εἰ δὲ μονάζοντες ἢ λαϊκοὶ εἶεν, ἀναθεματίζεσθαι αὐτούς.
Traducción:
Siguiendo, pues, a los Santos Padres, todos a una voz enseñamos que ha de confesarse a uno solo y el mismo Hijo, nuestro Señor Jesucristo, el mismo perfecto en la divinidad y el mismo perfecto en la humanidad, Dios verdaderamente, y el mismo verdaderamente hombre de alma racional y de cuerpo, consustancial con el Padre en cuanto a la divinidad, y el mismo consustancial con nosotros en cuanto a la humanidad, semejante en todo a nosotros, menos en el pecado [Hebr. 4, 15]; engendrado del Padre antes de los siglos en cuanto a la divinidad, y el mismo, en los últimos días, por nosotros y por nuestra salvación, engendrado de María Virgen, la theotokos (paridora de Dios), en cuanto a la humanidad; que se ha de reconocer a uno solo y el mismo Cristo Hijo Señor unigénito en dos naturalezas, sin confusión, sin cambio, sin división, sin separación, en modo alguno borrada la diferencia de naturalezas por causa de la unión, sino conservando, más bien, cada naturaleza su propiedad y concurriendo en una sola persona y en una sola hipóstasis, no partido o dividido en dos personas, sino uno solo y el mismo Hijo unigénito, Dios Verbo Señor Jesucristo, como de antiguo acerca de Él nos enseñaron los profetas, y el mismo Jesucristo, y nos lo ha trasmitido el Símbolo de los Padres. Así, pues, después de que con toda exactitud y cuidado en todos sus aspectos fue por nosotros redactada esta fórmula, definió el santo y ecuménico Sinodo que a nadie será lícito profesar otra fe, ni siquiera escribirla o componerla, ni sentirla, ni enseñarla a los demás.
En su canon 28, el Concilio aprobó que la sede de Constantinopla fuera la segunda en importancia después de Roma, yendo en contra de lo estipulado en Nicea donde la segunda sede más importante era Alejandría, lo que exacerbó aún más los caldeados ánimos de la Iglesia en Egipto que vio que no solo era depuesto su patriarca, sino que además era degradada en categoría, lo que desembocaría en el año 457 en el cisma del patriarcado de Alejandría declarado por Timoteo Eluro y que da origen a la Iglesia copta. Sin embargo la decisión del canon 28 fue tomada en ausencia de los legados del papa y anulada por este. El ya nombrado Anatolio, que presidía, escribió así al papa refiriéndose a esto: «quedando reservada a la autoridad de Vuestra Beatitud toda la validez y la aprobación de tal acto».
Se dice que en este concilio fue la primera vez que se utilizó el término griego prosopon, que quiere decir máscara, para referirse a persona, como hoy conocemos el término.

## Cánones
El trabajo del concilio se completó con una serie de 30 cánones disciplinarios, cuyos epítomes antiguos son: 
1. Se observarán los cánones de cada sínodo de los santos padres.
2. Quien compre o venda una ordenación, hasta un prosmonario, correrá el peligro de perder su grado. Tal será también el caso con los intermediarios, si son clérigos se les quitará su rango, si son laicos o monjes serán anatematizados.
3. Los que asumen el cuidado de las casas seculares deben ser correctos, a menos que la ley los llame a la administración de aquellos que aún no son mayores de edad, de los cuales no hay exención. A menos que su obispo les permita cuidar de huérfanos y viudas.
4. Los oratorios y monasterios domésticos no deben erigirse en contra del juicio del obispo. Cada monje debe estar sujeto a su obispo, y no debe salir de su casa, excepto por su sugerencia. Sin embargo, un esclavo no puede entrar en la vida monástica sin el consentimiento de su amo.
5. Los que van de ciudad en ciudad estarán sujetos a la ley canónica sobre el tema.
6. En los santuario en honor de mártires y monasterios, las ordenaciones están estrictamente prohibidas. Si alguien fuera ordenado allí, su ordenación no tendrá efecto.
7. Si algún clérigo o monje afecta arrogantemente a los militares o cualquier otra dignidad, que sea maldecido.
8. Cualquier clérigo en una casa de beneficencia o monasterio debe someterse a la autoridad del obispo de la ciudad. Pero el que se rebela contra esto deberá pagar la pena.
9. Los clérigos litigiosos serán castigados según el canon, si desprecian al episcopal y recurren al tribunal secular. Cuando un clérigo tiene una disputa con un obispo, déjenlo esperar hasta que el sínodo se establezca, y si un obispo tiene una disputa con su metropolitano, déjenlo llevar el caso a Constantinopla.
10. Ningún clérigo será registrado en la lista de clérigos de las iglesias de dos ciudades. Pero si desvió, que sea devuelto a su antiguo lugar. Pero si ha sido transferido, que no participe en los asuntos de su antigua iglesia.
11. Dejen que los pobres que necesitan ayuda hagan su viaje con cartas pacíficas y no encomiables: para las cartas encomiables solo deben darse a aquellos que están abiertos a sospechas.
12. Una provincia no se dividirá en dos. Quien haga esto será expulsado del episcopado. Las ciudades que estén cortadas por rescripto imperial disfrutarán solo del honor de tener un obispo establecido en ellas, pero todos los derechos pertenecientes a la verdadera metrópoli serán preservados.
13. Ningún clérigo será recibido para la comunión en otra ciudad sin una carta de recomendación.
14. Un cantor o lector ajeno a la fe sana, si después de estar casado, engendra hijos, déjenlos llevarlos a la comunión, si hubieran sido bautizados allí. Pero si aún no hubieran sido bautizados, no serán bautizados después por los herejes.
15. Ninguna persona será ordenada diaconisa excepto que tenga cuarenta años de edad. Si ella deshonra su ministerio al contraer un matrimonio, que sea anatema.
16. Los monjes o monjas no contraerán matrimonio, y si lo hacen, dejen que sean excomulgados.
17. Las parroquias de las aldeas y las zonas rurales, si han estado poseídas durante treinta años, continuarán así. Pero si dentro de ese tiempo, el asunto estará sujeto a juicio. Pero si por orden del emperador se renueva una ciudad, el orden de las parroquias eclesiásticas seguirá las formas civiles y públicas.
18. Los clérigos y monjes, si se hubieran atrevido a celebrar conventículos y conspirar contra el obispo, serán expulsados de su rango.
19. Dos veces al año, el sínodo se llevará a cabo donde el obispo de la metrópoli designe, y se determinarán todos los asuntos de interés urgente.
20. Un clérigo de una ciudad no recibirá cura en otra. Pero si ha sido expulsado de su lugar natal y va a otro, será sin culpa. Si algún obispo recibe clérigos sin su diócesis, será excomulgado, así como el clérigo que reciba.
21. Un clérigo o laico que presente cargos imprudentemente contra su obispo no será recibido.
22. Quien se apodere de los bienes de su obispo fallecido será expulsado de su rango.
23. Los clérigos o monjes que pasan mucho tiempo en Constantinopla en contra de la voluntad de su obispo, y provocan sediciones, serán expulsados de la ciudad.
24. Un monasterio erigido con el consentimiento del obispo será inamovible. Y lo que sea que le pertenezca no será enajenado. Quien se encargue de él para hacer lo contrario, no será considerado inocente.
25. Que la ordenación de los obispos sea dentro de tres meses: sin embargo, la necesidad puede prolongar el tiempo. Pero si alguien se ordena contra este decreto, estará sujeto a castigo. Los ingresos permanecerán con el œconomus.
26. El œconomus en todas las iglesias debe ser elegido del clero. Y el obispo que descuida hacer esto no está exento de culpa.
27. Si un clérigo se escapa con una mujer, que sea expulsado de la Iglesia. Si es un laico, que sea anatema. Lo mismo será la suerte de cualquiera que lo ayude.
28. Porque los Padres concedieron con razón privilegios al trono de la antigua Roma, porque era la ciudad real. Y los ciento cincuenta Obispos más religiosos, impulsados por la misma consideración, dieron iguales privilegios al santísimo trono de Nueva Roma, juzgando con justicia que la ciudad que es honrada con la soberanía y el senado y goza de los mismos privilegios que la antigua Roma imperial, debería también en asuntos eclesiásticos ser magnificada como ella y ocupar el segundo lugar.[7]
29. Es sacrílego quien degrada a un obispo al rango de presbítero. Porque el que es culpable de crimen no es digno del sacerdocio. Pero el que fue depuesto sin causa, que sea [todavía] obispo.
30. Es costumbre de los egipcios que ninguno se suscriba sin el permiso de su arzobispo. Por lo tanto, no se les debe culpar a quienes no suscribieron la epístola del santo León hasta que se haya designado un arzobispo para ellos.

Según algunas colecciones griegas antiguas, los cánones 29 y 30 se atribuyen al concilio: el canon 29, que establece que un obispo indigno no puede ser degradado pero puede ser eliminado, es un extracto del acta de la sesión 19. El canon 30, que otorga a los egipcios tiempo para considerar su rechazo del Tomo de León, es un extracto del acta de la cuarta sesión.
Con toda probabilidad, se hizo un registro oficial de los procedimientos, ya sea durante el propio consejo o poco después. Los obispos reunidos informaron al papa que se le transmitiría una copia de todo el "Acta". En marzo de 453, el papa León le encargó a Julián de Cos, luego en Constantinopla, que hiciera una colección de todas las actas y las tradujera al latín. La mayoría de los documentos, principalmente las actas de las sesiones, fueron escritos en griego; otros, por ejemplo, las cartas imperiales, se emitieron en ambos idiomas; otros, nuevamente, por ejemplo, las letras papales, fueron escritos en latín. Finalmente, casi todos fueron traducidos a ambos idiomas. 

## Consecuencias
La principal consecuencia del Concilio fue el cisma de los monofisitas. El patriarca de Alejandría no aceptó el concilio y finalmente terminó por escindir su patriarcado del resto de la Iglesia. Muchos obispos repudiaron también el concilio arguyendo que la doctrina de las dos naturalezas era prácticamente nestoriana. En las principales sedes apostólicas del Imperio romano de Oriente, se abrió un período de disputas entre monofisitas y ortodoxos, con diversas vicisitudes, en las que intervinieron a menudo los emperadores. Aquí tiene su origen el cisma con las Iglesias ortodoxas orientales, que aún hoy rechazan los resultados del Concilio: la Iglesia copta que nació de la ruptura del patriarcado de Alejandría, la Iglesia ortodoxa siríaca, que nació de la ruptura del patriarcado de Antioquía, la Iglesia apostólica armenia, la Iglesia ortodoxa de Malankara de la India, la Iglesia ortodoxa de Etiopía y la Iglesia ortodoxa de Eritrea.
| Predecesor: Concilio de Éfeso | Concilio de Calcedonia del 8 de octubre al 1 de noviembre de 451 | Sucesor: Concilio de Constantinopla II |